# Antonio Bronconi
Antonio Bronconi (XVIII secolo – XVIII secolo) è stato un pittore italiano noto soprattutto come arazziere.

## Biografia
Antonio Bronconi risultò attivo prevalentemente a Firenze, come pittore per arazzi dove dal 1717 al 1732 diresse la manifattura medicea,in coincidenza con l'ultimo perdiodo prolifico di questa manifattura.
In alcuni documenti storici viene menzionata una famiglia Bronconi romana di "ricamatori", ricordata al tempo di Alessandro VII, subito dopo la seconda metà del XVII secolo, ma non si hanno prove di parentela con Antonio Bronconi, anche se relazioni tra la manifattura di Roma e quella di Firenze erano possibili.
Gli storici dell'arte attribuiscono a Bronconi soprattutto grandi capacità come tessitore, dato che il trasferimento nell'arazzo di un'idea pittorica necessita qualità d'occhio e sensibilità significative.
Grazie alla collaborazione con abili maestranze, sotto la guida di Bronconi, fu realizzata la serie delle Quattro parti del mondo, esposta al Museo Bardini, su disegno di G. C. Sagrestani e fu iniziata la serie delle portiere dette degli Elementi, ugualmente su cartoni del Sagrestani e, per i bordi, di Lorenzo del Moro, che sono considerati tra i più famosi e raffinati arazzi fiorentini del Settecento.
Al Museo degli Arazzi in Palazzo Pitti si trova un'Allegoria della terra, di un raffinato decorativismo, da lui eseguita su cartoni di Lorenzo del Moro.
Gli storici dell'arte ritengono che sia stato allievo e discepolo della scuola di Cinthio ed Emilio Bronconi, ricamatori pontifici al tempo di Alessandro VII.

## Opere
- Quattro parti del mondo, Museo Bardini;
- Elementi;
- Allegoria della terra, Museo degli Arazzi.